# سرتنغ (إيوان)
سرتنغ (بالفارسية: سرتنگ) هي قرية تقع في قسم كلان الريفي (مقاطعة إيوان) في إيران. يقدر عدد سكانها بـ 1,177 نسمة .